# Aeroportul Mosjøen
Aeroportul Mosjøen (IATA: MJF, ICAO: ENMS) este un aeroport din Comuna Vefsn, Nordland, Norvegia ce deservește zona Mosjøen. Aeroportul a fost tranzitat în 2022 de 65.569 de pasageri. A fost deschis în 1987 și numit după zona deservită.
Situat la o altitudine de 73 m, aeroportul dispune de 1 pistă. Este operat de Avinor⁠(d).

## Infrastructură

### Piste
Aeroportul dispune de o singură pistă. Pista 15/33 are suprafața de asfalt și dimensiunile 1.020 m × 30 m. 